# ورزشگاه المپیک آدم یشاری
ورزشگاه المپیک آدم یشاری (به آلبانیایی: Stadiumi Olimpik Adem Jashari) یک ورزشگاه فوتبال در کوزوو است که در میترویتسا واقع شده‌است.